# 162 Dywizja Piechoty (III Rzesza)
162 Dywizja Piechoty (niem. 160. Infanterie-Division)  – niemiecka dywizja z czasów II wojny światowej, sformowana na mocy rozkazu z 1 grudnia 1939 roku, w 7. fali mobilizacyjnej na poligonie Gros Born w II Okręgu Wojskowym.

## Formowanie i walki
Dywizję utworzono na bazie pododdziałów szkoleniowo-zapasowych pochodzących z Pomorza i Meklemburgii. Brała niewielki udział w walkach we Francji w czerwcu 1940. W lipcu przerzucono ją do Prus Wschodnich, skąd rok później wzięła udział w napaści na Związek Radziecki. Walczyła pod Białymstokiem, Smoleńskiem, nad Wiaźmą i o Rżew. Dywizja poniosła ciężkie straty wiosną 1942 pod Kalininem i została wycofana z frontu a następnie rozwiązana. Sztab przeniesiono do Szczecina, gdzie powierzono mu szkolenie Legionów Wschodnich. Rok później na tej bazie utworzono 162 Turkiestańską Dywizję Piechoty.

## Struktura organizacyjna
- Struktura organizacyjna w grudniu 1939 roku:

303. i 314. pułk piechoty, 236. dywizjon artylerii lekkiej.
- Struktura organizacyjna w styczniu 1940 roku:

303., 314. i 329. pułk piechoty, 236. pułk artylerii (I. – III./236. p.art. i IV./211. p.art.), 236. batalion pionierów, 236. oddział rozpoznawczy, 236. oddział przeciwpancerny, 236. oddział łączności, 236. polowy batalion zapasowy;

## Dowódcy
- Generalleutnant Hermann Franke 1 XII 1939 – 13 I 1942;